# 三十人政権
三十人政権（さんじゅうにんせいけん、英語: Thirty Tyrants）とは、ペロポネソス戦争に敗れたアテナイで成立した寡頭政の政権。三十人僭主（さんじゅうにんせんしゅ）とも呼ばれる。三十人僭主という呼び名が最初に使われたのは、アテナイの弁論作家ポリュクラテスが民主派のトラシュブロスを讃えた弁論だと言われている。
およそ1年で崩壊した。メンバーには過激派の急先鋒クリティアス、穏健派のテラメネス、アポロドーロスの息子カリクレスなどがいた。

## 概要
紀元前404年、ペロポネソス戦争で敗れたアテナイでは、スパルタの強い影響のもとで、30人による親スパルタの寡頭政政権が成立した。政権成立の当初、行き過ぎた民主政がアテナイ敗因の原因だったと考えていたアテナイの貴族や富裕層はこの事態を期待すべきものと捉えた。しかし、まもなく三十人政権は恐怖政治を敷き、貴族、富裕層や対立勢力を次々と粛清して財産を奪い、仲間内でも穏健派のテラメネスを殺害した。そのため、この政権への失望と反発が強まり、翌紀元前403年にトラシュブロス率いる民主政支持勢力と三十人政権との間で内戦となった。
民主政支持勢力はフュレーの要塞を占拠し、アカルナイやペイライエウス港のムニキアへと進軍した。ペイライエウスの攻防戦で三十人政権のリーダー格のクリティアスが戦死し、ペイライエウスで敗北した三十僭主はエレウシスへ退き、以後は三千人の寡頭政支持者が戦闘を続けた。スパルタはパウサニアス王率いる軍を三十人政権の援軍として送る。民主政支持者は苦戦し、トラシュブロスは非市民であるメトイコイや奴隷にも参加を呼びかけた。
史家によって様々な理由付けがあるものの、パウサニアスはアテナイの民主派と寡頭派との争いの調停をし、再びアテナイは民主政へと回帰した。内戦が収まった後、トラシュブロスは大恩赦を実施して際限のない報復戦を防止しようとした。和解の協定は、以下のような内容であった。
1. 三十人政権支持者で希望する者はエレウシスへ移住でき、市民権は失わない。
2. 三十人政権下での事件については、政権中枢の者を除いて大赦を行う。
3. 戦費は、双方で返済する。
4. 没収された財産と、不動産は所有者に返還する。不動産は売却ずみの物は購入者に属し、未売却の物は返還する。

当初、トラシュブロスはペイライエウスから帰った全ての参加者に市民権を認めようとした。この提案による市民権の賦与は民会の決議で可決されたものの、アルキノスによって破棄された。アルキノスは、この決議が評議会を経ていないことを理由に、違法議案とした。アルキノスはフュレーからの参加者を表彰したうえで、内戦の和解として以下のような政策を進めた。
1. 三十人政権側市民のエレウシスへの移住制止。
2. 市民権賦与決議の破棄。
3. 大赦の遵守。

その後の前401年に、三十人政権側のエレウシスをアテナイが攻撃したのちに両者は和解し、分裂したポリスは統合された。トラシュブロスの提案によって、民主政側で内戦に参加した非市民には、以下のような報奨が与えられた。
1. 初期にフェレーを占拠した時からの参加者：市民権
2. ペイライエウスのムニキアでの戦闘からの参加者：市民と同等の税負担の特権（イソテレイア）
3. それ以後の参加者：同上

アテナイは民主政に戻ったが、市民間の対立は残った。大赦は守られたが、三十人政権時代の行動をめぐって別の理由で告訴する裁判が多発した。

## 構成メンバー
三十人政権のメンバー（クセノポンのギリシア史による）は以下のとおり。
- ポリュカレス
- クリティアス
- メロビオス
- ヒッポロコス
- エウクレイデス
- ヒエロン
- ムネシロコス
- クレモン
- テラメネス
- アレシアス
- ディオクレス
- パイドリアス
- カイレレオス
- アナイティオス
- ペイソン
- ソポクレス
- エラトステネス
- カリクレス
- オノマクレス
- テオグニス
- アイスキネス
- テオゲネス
- クレオメデス
- エラシストラトス
- ペイドン
- ドラコンティデス
- エウマエス
- アリストテレス
- ヒッポマコス
- ムネシテイデス